# Dendrolagus mbaiso
Il dingiso (Dendrolagus mbaiso Flannery, Boeadi e Szalay, 1995), noto anche come bondegezou, è una specie di canguro arboricolo originaria ed endemica della Nuova Guinea Occidentale (Indonesia).

## Descrizione
Presenta una caratteristica pelliccia bianca e nera; il ventre è bianco, mentre la testa, il dorso e gli arti sono neri. Diversamente da altri canguri arboricoli, trascorre poco tempo sugli alberi.
È più comune nelle regioni occidentali dell'Irian Jaya, dato che in quelle aree è protetto dai membri della tribù Moni, che, ritenendolo loro antenato, vietano a chiunque di ferirlo. Il nome specifico, mbaiso, significa «animale proibito» in lingua moni.
È stato descritto e classificato per la prima volta nel 1995 dallo zoologo Tim Flannery dell'Australian Museum, dallo zoologo indonesiano Boeadi e dall'antropologa australiana Alexandra Szalay.